# Генерал-резидент Кореї
Генерал-резидент Кореї (кор. 통감, яп яп. 統監, ''то:кан'') — посада, що існувала в Кореї з 1905 по 1910 роки за Японо-корейським договором про протекторат. З 1905 року у віданні генерал-резидента перебувала зовнішня політика Кореї, а після підписання 1907 року Нового японо-корейського договору співробітництво генерал-резидент став фактичним правителем країни. Після вбивства Іто Хіробумі на Харбінському вокзалі в японському уряді взяли гору прихильники анексії Кореї, яка була здійснена 29 серпня 1910 року, після чого пост генерал-резидента був скасований і замінений постом генерал-губернатора.

## Історія

### Генерал-резидентство у 1905—1907 роках
У XIX столітті Корея була предметом імперських інтересів трьох держав — Китаю, традиційного сюзерена Кореї, Росії та Японії.
Договір значно розширював права генерал-резидента та скорочував суверенітет Кореї.
Японський уряд доручив укласти договір про протекторат Іто Хіробумі. Хоча Ямаґаті було неприємно передавати справи в Кореї до рук свого головного політичного опонента, він сподівався, що це послабить вплив Іто у внутрішньояпонських питаннях.

### Передісторія

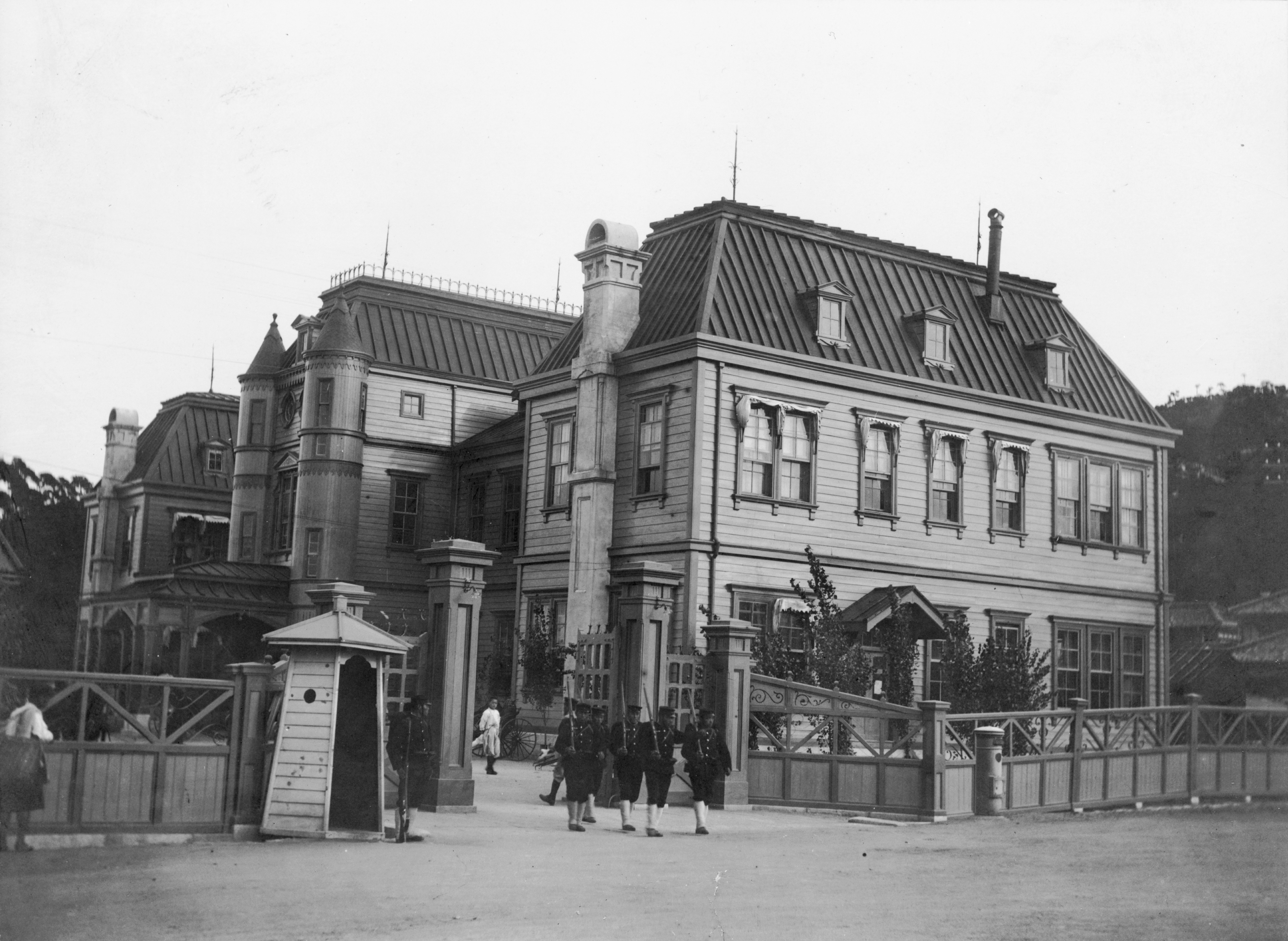
Будинок генерал-резидента Кореї

Через день, 17 листопада, кабінет міністрів зібрався для підписання договору. Щоб мінімізувати можливий опір з боку корейців, головний помічник Іто Хаясі Гонсуке попросив командувача японськими військами в Кореї Хасеґаву Йосіміті оточити імператорський палац військами. На початку засідання Іто попросив кожного міністра висловити свою думку щодо договору. Прем'єр-міністр Кореї Хан Гюсоль і два міністри висловилися проти договору, тоді як решта п'яти вирішила його підтримати. Хан в сказі встав з-за столу і пішов до Коджона для того, щоб переконати монарха не підписувати договір ні в якому разі. Однак шляхом він випадково зайшов на жіночу половину палацу, що було грубим порушенням палацового етикету. Хаясі негайно скористався з цього, щоб видалити прем'єр-міністра з переговорів. За його відсутності п'ятеро міністрів підписали договір. При цьому до нього було внесено пункт, за яким Японія зобов'язувалася піклуватися про добробут імператорського дому Кореї. З японської сторони договір підписав Хаясі Гонсуке. Джерела розходяться у свідченнях, чи підписав договір сам імператор. Проте, він був завірений імператорською печаткою та визнаний світовою спільнотою.
15 листопада 1905 року Іто Хіробумі зустрівся з імператором Кореї Коджоном і в твердій формі запропонував йому підписати договір про протекторат. Коджон висловив бажання порадитися з міністрами та підданими. Іто погодився, що в цьому питанні необхідна консультація з корейськими міністрами, але вказавши Коджону, що Корея є абсолютною монархією, сказав, що, на його думку, у консультації з підданими немає необхідності. Зляканий Коджон погодився з його аргументами.
Наступного дня Іто Хіробумі провів нараду з корейськими міністрами. Вказавши на слабкість армії та неефективність держапарату в Кореї, Іто заявив, що, на його думку, встановлення в Кореї японського протекторату відповідає інтересам Кореї. Він сказав, що незацікавлений у ліквідації корейської держави, і висловив сподівання, що колись Корея стане такою ж розвиненою країною, як Японія.
Частина корейців сприйняла Договір позитивно. Виразником цієї частини корейського суспільства стало спільнота Ільджингве, що об'єднувала прояпонськи налаштованих корейців і спонсороване японським політиком Рьохеєм Учідою. З погляду Ільджингве, встановлення японського протекторату було кроком до реалізації їхньої мрії про нову, сильну Азію.

#### Установа поста генерал-резидента

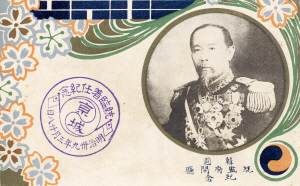
Корейська листівка, присвячена установі генерал-резидентства

За Договором про протекторат, у Кореї засновувався пост японського генерал-резидента. Йому передавалися всі повноваження на здійснення зовнішньої політики Кореї; у зв'язку з цим Міністерство закордонних справ Кореї було розпущено. Генерал-резидент також мав право відправити будь-якого японця з Кореї, якщо той порушував громадський порядок; за 3 роки із країни було вислано 107 японських підданих. Генерал-резидент підпорядковувався безпосередньо імператору Японії. Першим генерал-резидентом був призначений Іто Хіробумі.
Ряд сучасників та істориків писали, що посада генерал-резидента в Кореї схожа з постом британського генерального керуючого (англ. Controller-General) в Єгипті, а діяльність Іто на посаді генерал-резидента порівнювалася з діяльністю першого генерального керуючого Івліна Берінга.

#### Реакція корейців на договір

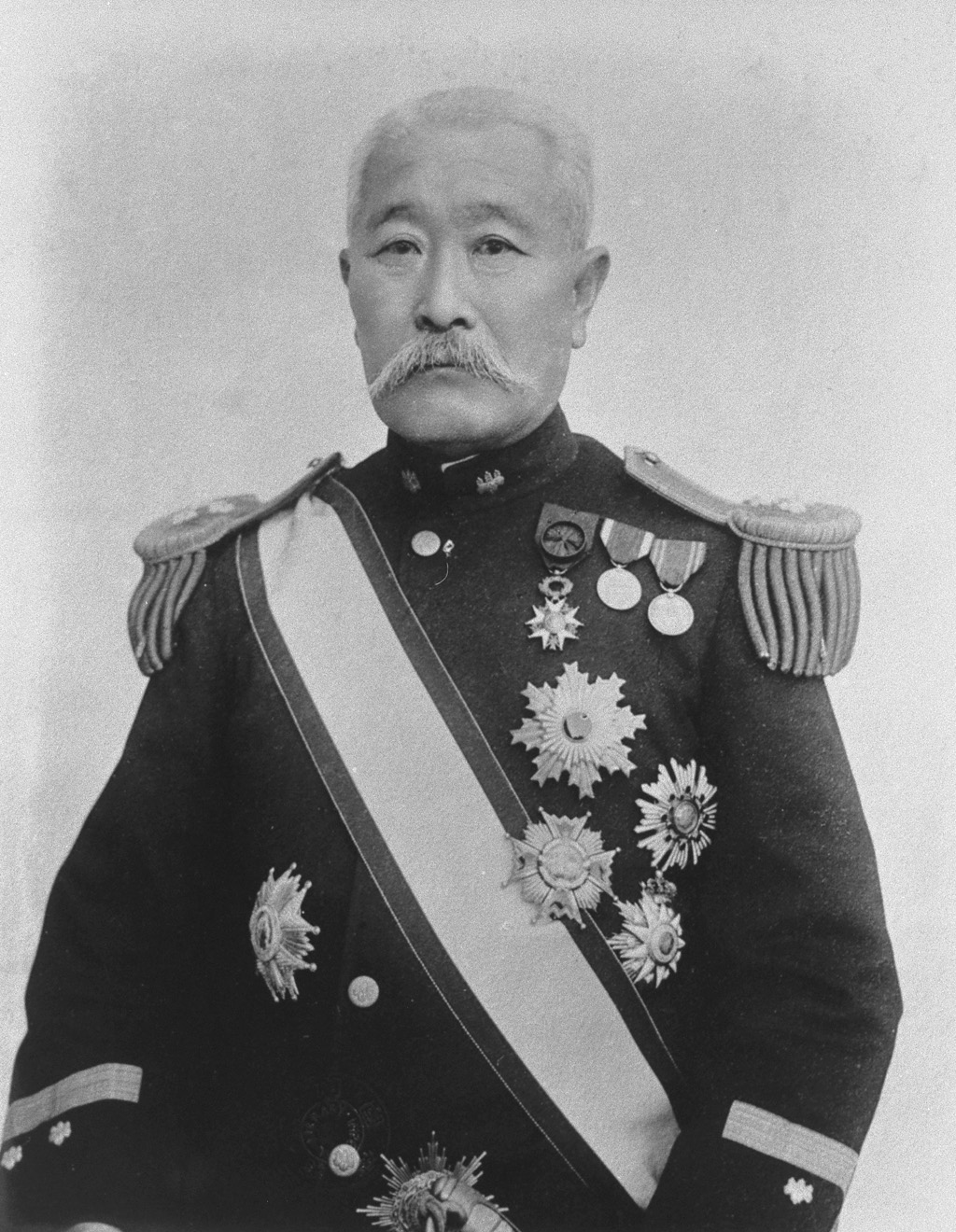
Барон Соне Арасуке, генерал-резидент з 14 червня 1909 по 30 травня 1910 року

Після укладання договору апарат генерал-резидента було значно розширено і було засновано посаду його заступника .
Водночас багато інших корейців визнали договір обмеженням національного суверенітету. Так, двісті офіцерів та чиновників подали Коджону петицію з проханням анулювати договір, у Хансоні відбулося кілька антияпонських мітингів, а деякі торговці закрили свої магазини на знак протесту проти укладання Договору. Деякі чиновники на знак протесту наклали на себе руки, а ряд інших пішли у відставку.

### Анексія Кореї
Як зазначає найбільший фахівець з японо-корейських відносин початку XX століття Пітер Дуус, у Іто зовсім не було расистського ставлення до корейців, характерне для Ямагати та Хасегави. Під час свого перебування на посаді генерал-резидента Іто намагався всіляко підкреслювати своє шанобливе ставлення до корейців, даючи зрозуміти новому прем'єр-міністру Пак Чесуну, що Японія не втручатиметься у внутрішні справи Кореї. Він нагадував, що і Японія колись була такою відсталою країною, як Корея, але зуміла зробити великий економічний ривок.
Для того, щоб допомогти Кореї у розвитку, Токіо виділило їй 10 млн ієн. Більшість цих грошей було витрачено створення сучасної за стандартами тих років інфраструктури у Кореї. Така політика не зустрічала перешкод у 1906 році, але навесні 1907 року в країні почав зароджуватися антияпонський рух. Пак вирішив подати у відставку. Новим прем'єр-міністром було призначено Лі Ванена, міністра освіти, який у 1905 році підписав Договір про протекторат.

### Новий японо-корейський договір про співпрацю
У 1907 році імператор Коджон, який не залишав надій на незалежність Кореї, послав трьох осіб на Гаазьку конференцію про мир, щоб спробувати представити Договір про протекторат як несправедливий і анулювати його. З точки зору японців, цей вчинок порушував Договір про протекторат, оскільки, за ним, імператор Кореї не мав права на проведення власної зовнішньої політики.
Після того, як посланці прибули до Гааги і звернулися до країн-учасниць із проханням втрутитися, керівництво конференції вирішило запитати Сеул, чи справді ці корейці були надіслані Коджоном. Однак телеграма, адресована імператору, потрапила на стіл до Іто Хіробумі. Генерал-резидент негайно зустрівся з імператором і гнівно заявив йому, що «в такій підлій манері заперечувати право Японії захищати Корею — це найкоротший шлях до війни між Кореєю та Японією». Після розмови з генерал-резидентом слабовільний Коджон заявив, що нікого не посилав. Іто інформував про це конференцію, після чого посланцям Коджона відмовилися надавати слово.
Після цього інциденту Іто зв'язався із Токіо. Загальна позиція японського уряду висловилася в тому, що необхідно укласти новий договір із Кореєю, за яким генерал-резидент отримає контроль і над внутрішньою політикою Кореї. Ямагата Арітомо та міністр армії Терауті Масатаке висловилися за примус Коджона до зречення, а останній — і за негайну анексію Кореї. Однак кабінет вважав, що імператора слід примушувати до зречення тільки як крайній захід.
У цьому випадку, однак, Іто був схильний погодитися з військовими. 18 липня 1907 року, перебуваючи під тиском японців і Лі Ванена, Коджон був змушений зректися престолу на користь свого сина Сунджона. Через шість днів, 24 липня, Іто Хіробумі та Лі Ванен підписали договір, який отримав назву «Новий японо-корейський договір про співпрацю». Поряд з іншим, у секретному меморандумі, що додався до договору, був присутній пункт про розпуск корейської армії.

#### Зміна повноважень генерал-резидента відповідно до договору
Зf ним, всі закони в Кореї набирали чинності лише після затвердження генерал-резидентом. Генерал-резидент також міг призначати будь-яких людей на посади, пов'язані з японо-корейськими відносинами, накладати вето на призначення іноземців на державну службу, а також затверджувати чи відхиляти призначення старших офіцерів.
До договору також додавався неопублікований дипломатичний меморандум, зf яким значна частина корейського чиновництва в судах і в'язницях мала призначатися з японських підданих.
Новий договір був загалом сприйнятий корейським суспільством дуже негативно. Особливе обурення корейські військові викликали договір про розпуск армії. По всій країні військові стали сприяти формуванню партизанського руху, спрямованого на повалення кабінету Лі Ваньона та повне відновлення суверенітету Кореї.

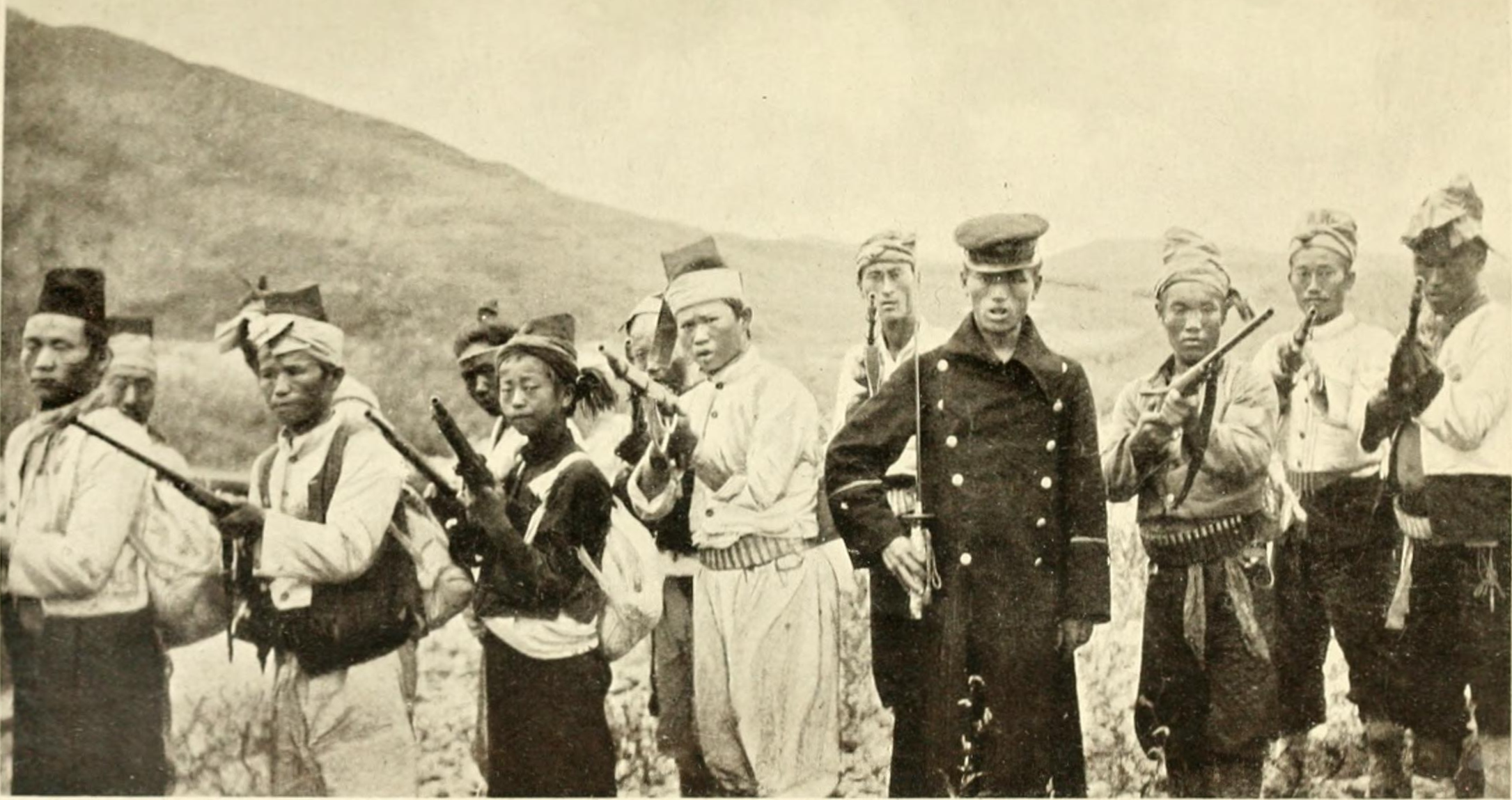
Бійці антияпонської «Армії справедливості»

Таким чином, для японського уряду створилася сприятлива ситуація для експансії у Кореї. Постало питання про характер цієї експансії. Думки розділилися. Фракція «цивільних» на чолі з помірним політиком Іто Хіробумі виступала за те, щоб встановити над Кореєю протекторат і поступово посилювати там японський вплив, не здійснюючи водночас її формальної анексії. Фракція «військових» на чолі з маршалом Ямаґатою Арітомо, який зневажав Корею та корейців, стояла за якнайшвидше приєднання Кореї до Японії. Під час дебатів переміг погляд «цивільної» фракції. У квітні 1905 року кабінет міністрів Японії ухвалив рішення про необхідність встановлення протекторату над Кореєю.
Спочатку Іто розраховував, що з повстанням вдасться швидко впоратися, проте воно набувало все більших масштабів. Після неодноразових звернень командувача японськими військами Хасеґави Іто запросив Токіо про посилку до Кореї контингенту японських військ, яким вдалося значною мірою впоратися з повстанням.
Японська армія діяла жорстко: за словами Іто Хіробумі, були випадки, коли військові спалювали ціле поселення через те, що її кілька мешканців брали участь у повстанні. Дізнавшись про це, генерал-резидент видав указ, в якому він наказував військовим не вживати таких жорстоких заходів до повстанців.
Тим часом радикально налаштовані депутати японського парламенту стали наражати Іто на жорстку критику за його нерішучість щодо Кореї, заявляючи, що його політика завдає шкоди престижу країни.
Перебуваючи під тиском опозиції, Іто вирішив подати у відставку. На «прощальній» прес-конференції він висловив своє розчарування в ситуації в Кореї, особливо в тому, що корейці не співпрацювали з Японією Новим генерал-резидентом став колишній заступник Іто Соне Арасуке.

### Меморандум про корейську юстицію та доручення генерал-резиденту діловодства

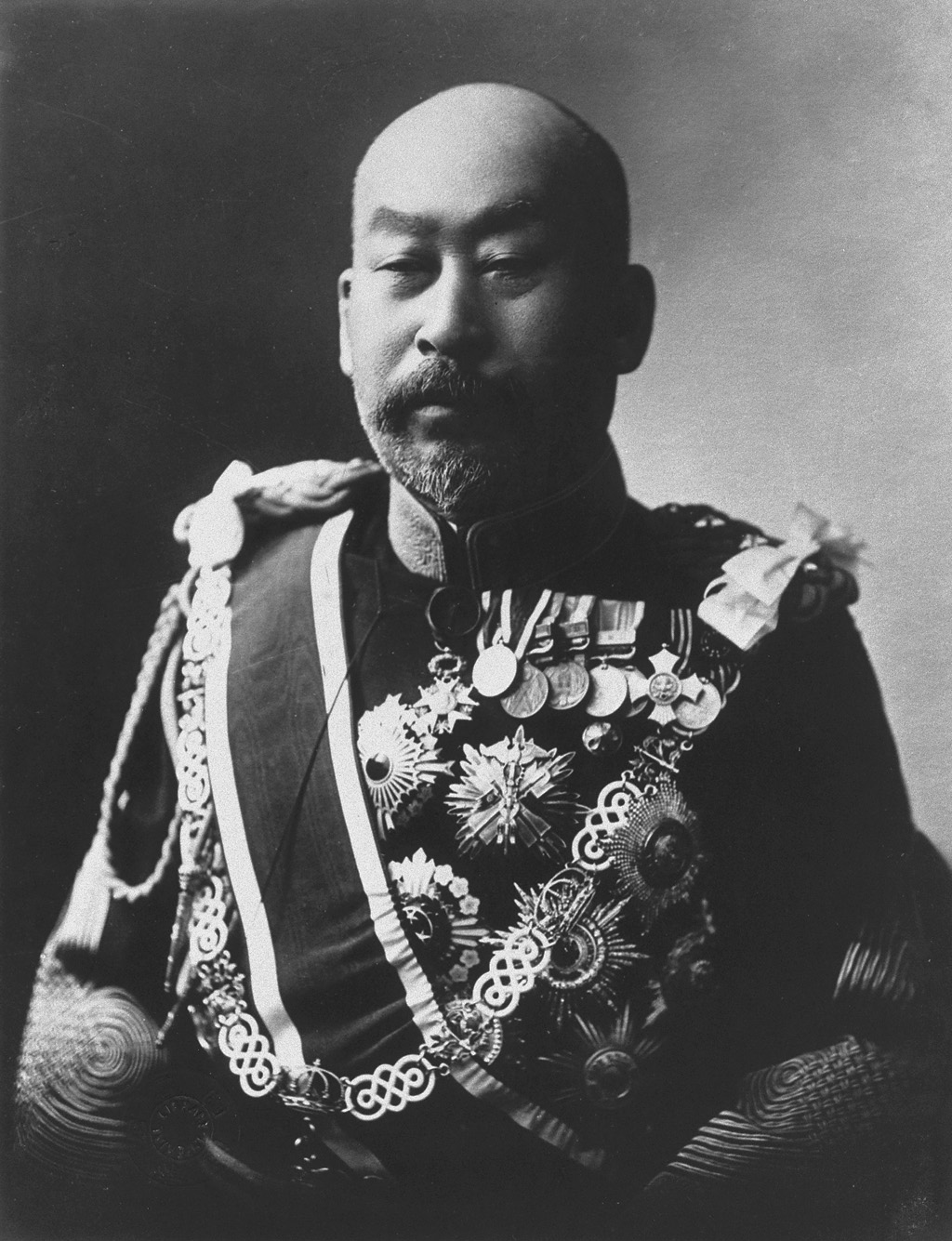
Граф Терауті Масатаке, генерал-резидент з 30 травня по 29 серпня 1910 року

Під час перебування на посаді генерал-резидента Соне Арасуке підписав з Лі Ваньоном Меморандум про корейську юстицію та доручення генерал-резиденту діловодства, за яким до Японії переходила судова влада в Кореї та право розпорядження корейськими в'язницями.
Під час резидентства Соне Рьохей Учіда, співробітник генерал-резидентства, який виступав за анексію Кореї, провів переговори з лідерами Ільджинхве, після яких спільнота виступила з петицією до Соне, Сунджона та Лі Ваньона, яка містила прохання про приєднання Кореї до Японії. Петиція викликала обурення в інших політичних громад Кореї, після чого Соне видав звернення до корейців, в якому заявляв, що Японія не буде анексувати Корею.

### Вбивство Іто Хіробумі
26 жовтня 1909 року під час зустрічі з російським міністром фінансів Володимиром Коковцовим Іто Хіробумі був убитий корейським націоналістом Ан Чун Гином. Хоча Ан розраховував, що це вбивство принесе Кореї незалежність, його вчинок мав протилежний ефект. Після усунення головного політичного противника Ямагати Арітомо останній міг без проблем здійснювати свої плани з анексії Кореї. Більше того, у нього з'явився і додатковий аргумент: корейці повелися «невдячно» щодо помірного Іто, тому у поводженні з ними потрібна «тверда рука».

### Японо-корейський договір про протекторат
30 травня 1910 року на посаду генерал-резидента був призначений Терауті Масатаке — один із найближчих до Ямагати політиків. При призначенні Терауті отримав вказівку анексувати Корею. Терауті видав указ про розпуск Ільджинхве, одночасно виділивши членам товариства 50 тисяч ієн (пересічні члени отримували по 10 ієн на людину, а вище керівництво — по 5000). Усі протести керівництва товариства проти розпуску було відхилено генерал-резидентом. 22 серпня 1910 року в секретній обстановці Лі Ванена, який отримав відповідні повноваження від імператора, і Терауті Масатаке підписали Договір про приєднання Кореї до Японії. Через тиждень, 29 серпня, він був опублікований і набув чинності. Корея остаточно втратила суверенітет і стала японською колонією. Посаду генерал-резидента було скасовано і замінено постом генерал-губернатора. Першим генерал-губернатором став Терауті Масатаке.

## Апарат генерал-резидента
За генерал-резидента існував адміністративний апарат, створений у 1906 році після укладення Договору про протекторат. Крім чиновників, у генерал-резидентстві працювали і радники.

### 1906 рік
Нижче наведено схему пристрою апарату генерал-резидента станом на 1906 рік.
- Секретар (яп. 祕書官)
- Департамент загальних справ (яп. 總務部)
  - Секретаріат (яп. 祕書課)
  - Відділ загальних справ (яп. 庶務課)
  - Відділ зовнішніх зносин (яп. 外事課)
  - Відділ внутрішніх справ (яп. 內事課)
  - Юридичний відділ (яп. 法制課)
  - Бухгалтерський відділ (яп. 會計課)
  - Відділ громадських робіт та залізниць (яп. 土木ト鐵道課)
- Департамент землеробства, торгівлі, промисловості та Державної служби (яп. 農商工務部)
  - Відділ торгівлі та промисловості (яп. 商工課)
  - Відділ з питань праці(яп. 勞務課)
  - Відділ з питань видобутку корисних копалин (яп. 鑛務課)
  - Відділ рибальства (яп. 水産課)
  - Відділ гірського та лісового господарства (яп. 山林課)
- Департамент поліції (яп. 警務部)
  - Відділ вищої поліції (яп. 高等警務課)
  - Відділ поліції (яп. 保安課)
  - ВІДДІЛ ОХОРОНИ ГРОМАДСЬКОГО ПОРЯДКУ (яп. 保安課)
  - Відділ санітарії (яп. 衞生課)

### 1907 рік
У 1907 року, після підписання Нового договору співробітництво, апарат значно розширено. Нижче наведено схему.

## Список генерал-резидентів Кореї
| No. | Порртрет | Ім'я (народження–смерть)     | Term of office      | Term of office      | Term of office            | Імператор Японії | Посилання. |
| No. | Порртрет | Ім'я (народження–смерть)     | Заступив на посаду  | Звільнив посаду     | Час перебування на посаді | Імператор Японії | Посилання. |
| --- | -------- | ---------------------------- | ------------------- | ------------------- | ------------------------- | ---------------- | ---------- |
| 1   |          | Іто Хіробумі (1841–1909)     | 21 грудня 1905 року | 14 липня 1909 року  | 3 роки, 175 дні           | Імператор Мейдзі | [ 24 ]     |
| 2   |          | Соне Арасуке (1849–1910)     | 14 липня 1909 року  | 30 травня 1910 року | 350 днів                  | Імператор Мейдзі | [ 24 ]     |
| 3   |          | Терауті Масатаке (1852–1919) | 30 травня 1910 року | 1 жовтня 1910 року  | 124 днів                  | Імператор Мейдзі | [ 24 ]     |